# 山崎真巳
山崎 真巳（やまざき まみ）は、日本の薬学者。千葉大学植物分子科学研究センター長、千葉大学大学院薬学研究院教授、理化学研究所客員主管研究員、日本学術会議会員。

## 人物・経歴
千葉市生まれ。1982年千葉県立千葉高等学校卒業。1986年千葉大学薬学部総合薬品科学科卒業。1990年日本学術振興会特別研究員。1991年千葉大学大学院薬学研究科総合薬品科学科博士課程修了、薬学博士。
1992年千葉大学薬学部教務職員。1994年千葉大学薬学部助手。1996年千葉大学薬学部講師、日本学術振興会海外COE派遣研究員。2006年文部科学省研究振興局学術調査官。2012年千葉大学大学院薬学研究院准教授。2017年日本学術会議連携会員。
2020年日本学術会議会員。2021年千葉大学大学院薬学研究院教授。2022年千葉大学植物分子科学研究センター長。2023年千葉大学大学院医学薬学府附属薬用資源教育研究センター長、千葉大学健康疾患オミクスセンター健康環境学部門長。
理化学研究所環境資源科学研究センター統合メタボロミクス研究グループ客員主管研究員なども務めた。専門分野は生薬学、植物分子生物学、植物ゲノム科学。

## 受賞
- 1998年 欧州植物化学会若手研究者シンポジウム最優秀発表賞[3]
- 2000年 日本植物細胞分子生物学会奨励賞[3]
- 2001年 日本薬学会奨励賞[3]
- 2010年 日本生薬学会学術貢献賞[3]
- 2017年 シュプリンガー・ネイチャー世界を変える論文[3]
- 2017年 日本生薬学会論文賞[3]
- 2018年 日本生薬学会論文賞[3]
- 2023年 日本植物バイオテクノロジー学会学術賞[3]